# Wypożyczalnia rowerów

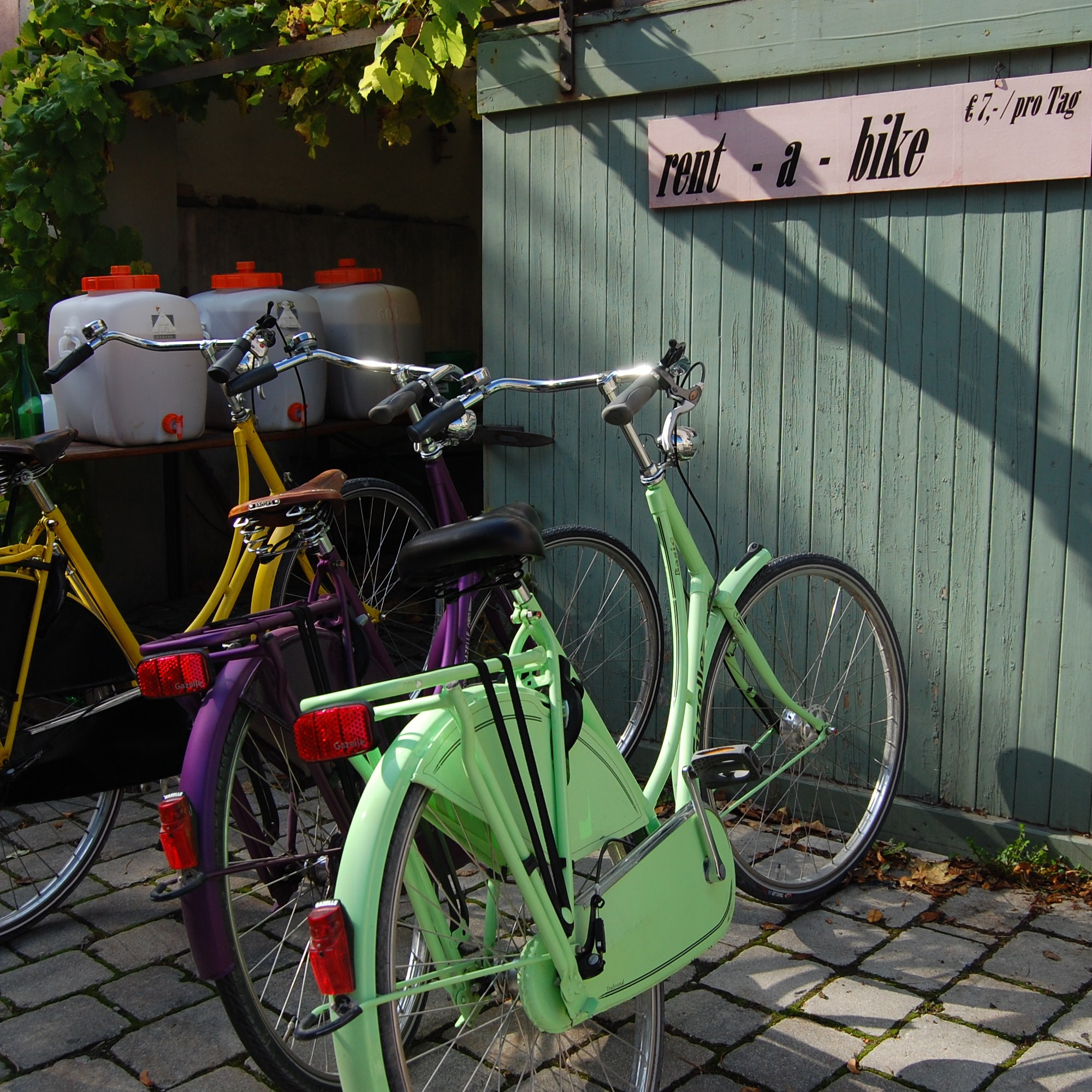
Wypożyczalnia rowerów w Niemczech

Wypożyczalnia rowerów – punkt usługowy oferujący na zasadzie czasowego wypożyczenia za kaucją, po określonej cenie, pojazdów rowerowych, takich jak rower tradycyjny, tandem, rower transportowy czy riksza. Szczególnie popularne w rozwiniętych krajach zachodnich, takich jak: Holandia, Belgia, kraje skandynawskie, Niemcy, Hiszpania, Włochy, Polska.

## Rodzaje wypożyczalni

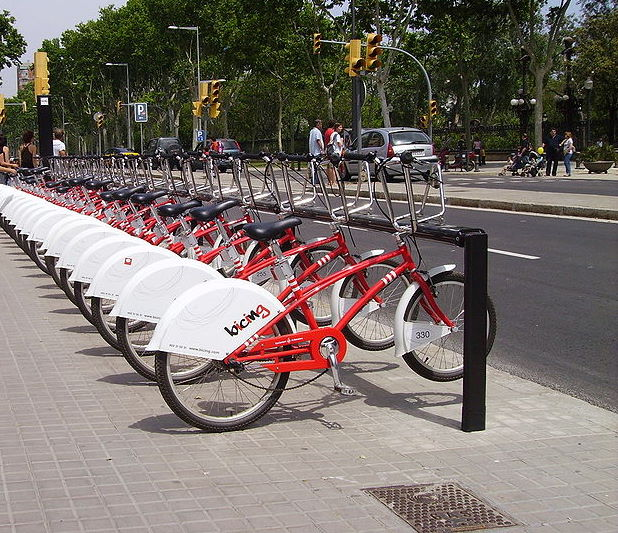
Stacja systemu wypożyczania rowerów publicznych w Barcelonie

- Komercyjne – stanowiące własność prywatną i działające na zasadzie maksymalizacji zysków; wyposażenie stanowią zazwyczaj zwykłe rowery dostępne w handlu, odpowiednio trwale oznakowane i ubezpieczone na wypadek kradzieży.
- Niekomercyjne, typu non-profit – tworzą publiczny system wypożyczania rowerów, często zarządzane są przez jednostki podległe władzom publicznym, działające na zasadzie zrównoważenia transportu miejskiego, odciążenia komunikacji publicznej i samochodowej, powodującej zatłoczenie miast, w obrębie większego systemu transportu. Próby wprowadzenia tego typu rozwiązań kończyły się czasem niepowodzeniem, rowery traktowane były jako łatwy łup, a więc niszczone i rozkradane (tak było w przypadku pierwszego tego typu wypożyczalni White bicycle w Amsterdamie), jednak coraz więcej miast wprowadza sieci bezobsługowych wypożyczalni (zob. np. listę systemów rowerów publicznych w Polsce). Przez analogię do transportu publicznego stosuje się określenie „rowery publiczne”[1][2]. Zasadę współdzielenia rowerów opartą na braku prowizji świadczą obiekty hotelowe, gastronomiczne oraz placówki informacji turystycznej tzw. Tourist Point. Prowadzą usługi wypożyczania o charakterze uzupełniającym, które mają pokrywać jedynie część środków usługi, zachowując niekomercyjność.[3]

## Zalety systemu
Wypożyczalnie rowerów stanowią element uzupełnienia sieci komunikacyjno-transportowej miast. Współgrają z transportem kolejowym oraz masowym transportem miejskim. Masowe wykorzystanie roweru ogranicza  niekorzystne zjawiska towarzyszących transportowi samochodowemu, takie jak zanieczyszczenie powietrza, hałas, drgania gruntu.
Wypożyczalnie rowerów zwiększają ofertę turystyczną miejsc, w których są usytuowane – ułatwiają aktywny wypoczynek mieszkańców miast oraz turystów. Pozwalają też na zwiększenie zasięgu dotarcia pieszych turystów – z kilku do kilkunastu/kilkudziesięciu kilometrów.